# Takuma Kadžiwara

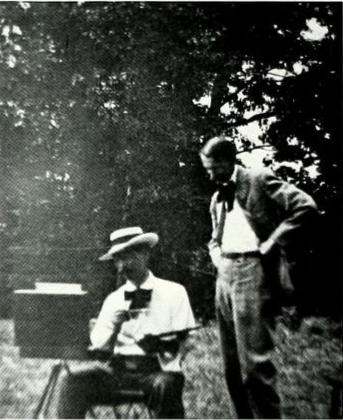
Takuma Kadžiwara (sedící) a Frederick Oakes Sylvester v Elsah, Illinois

Takuma Kadžiwara (梶原 琢磨, Kadžiwara Takuma, 15. listopadu 1876 – 11. března 1960) byl americký umělec japonského původu, který byl označován jako jeden ze sedmi největších fotografů ve Spojených státech.

## Životopis
Kadžiwara se narodil 15. listopadu 1876 ve Fukuoce v Japonsku do samurajské rodiny umělců a milovníků umění. Byl třetím z pěti bratrů. Jeden z nich, Kango, byl dvorním malířem.
Takuma přicestoval do St. Louis v roce 1905, „přilákán do města částečně nabídkou zaměstnání ve studiu a ještě více touhou vidět řeku Mississippi“, jak uvádí jeho nekrolog v St. Louis Star-Times. Zemřel na krvácení do mozku v New Yorku 11. března 1960.
Během života v St. Louis bydlel v hotelu Warwick.
Když mu bylo něco přes 20, hrál kulečník a sportovní reportér ho tehdy popsal jako „malého, lehkého a pružného“. Používal tágo, které mu daroval Willie Hoppe, mistr v kulečníku. Později v životě se rekreačně věnoval golfu.
Byl naturalizovaným občanem Spojených států.
Kadžiwara se oženil 6. června 1936 v Queensu v New Yorku s Fern Hortonovou Searlsovou z Wisconsinu, která byla zaměstnána jako pracovnice sociálních služeb na klinice Washingtonské univerzity. Byli oddáni v domě Paula F. Berdaniera, bývalého umělce ze St. Louis. V roce 1938 odjeli Kadžiwarovi do Japonska a zůstali tam rok.
V jeho nekrolozích byla jeho manželka identifikována jako Makota nebo Makoto Kadžiwara. Zůstali po něm také dva bratři, kteří žili v Japonsku.
Fern Searlsová se narodila 30. července 1893 a zemřela v New Yorku ve věku 61 let 13. července 1955.
Kadžiwara a umělec Frederick Oakes Sylvester byli přátelé. Podle jedné zprávy bylo jejich přátelství „dostatečně vřelé na to, aby si nožem rozřízli zápěstí a smíchali krev v gestu jednoty“. Kadžiwara fotografoval pro The Great River, Sylvesterovu knihu, která sbírala jeho obrazy Mississippi. Na jedné z fotografií je vidět, jak tito přátelé spolu malují.

## Tvorba

### St. Louis
Kadžiwara pracoval v ateliéru fotografů v Seattlu ve státě Washington, poté se vrátil do Japonska, kde na žádost vlády strávil několik měsíců organizováním fotografických klubů. Poté se vrátil do Spojených států a přestěhoval se do St. Louis na příkaz společnosti, která vyráběla fotografické desky a chtěla, aby se ujal jejího studia na výstavě v Louisianě v roce 1904. Krátce nato si otevřel vlastní studio a v roce 1914 ho přestěhoval do Century Building. Ve volném čase maloval nebo psal filozofické eseje.
Ve svých obrazech kombinoval orientální a americké techniky. Kadžiwara byl obzvláště talentovaný pro fotografování žen, jeden jeho kolega fotograf Albert H. Strebler citoval, že jim často říkal: "Zařídím, abys vypadala jako půvabná královna."
Byl známý jako jeden ze dvou nejlepších portrétistů své doby v St. Louis, tím druhým byl Julius Caesar Strauss.

### New York City
Kadžiwara opustil St. Louis v únoru 1936 a řekl novinářům, že kvůli Velké hospodářské krizi pro něj bylo vydělávat si na živobytí fotografováním a malováním příliš obtížné. Řekl také, že portrétní fotografie v St. Louis "se stala více komerční a více záležitostí nátlakového prodeje." Řekl, že portrétní fotografie by měla mít větší důstojnost“ a že takový „spekulativní byznys není v mé linii.“ Řekl, že Středozápad je pro umělce „neúrodná půda“ a že centra malby jsou na východě. Otevřel si studio v New Yorku, kde žil na 58 West 57th Street na Manhattanu.
Po jeho odchodu ze St. Louis měl jeho ateliér pokračovat jeho jménem. Řídil ho Oswald Moeller, jeho asistent, a Myrtle Bone, jeho sekretářka.

### Vyznamenání
- Kadžiwara obdržel zlatou čestnou medaili na výstavě Allied Artists of America v letech 1951 a 1954 v National Academy Galleries v New Yorku.[1][20]
- The Photographers' Association of America ho označila za jednoho z nejlepších fotografů v Americe.[1]
- Jeho obrazy byly zavěšeny nejen v St. Louis, ale také v Pensylvánské akademii, Detroitském institutu umění a dalších muzeích.[1]
- Jeho ceny zahrnovaly St. Louis Artists Guild, 1922; Weinmar, 1924; Mallinckrodt, 1926; Kansas City Art Institute, 1926; Baldwin, 1928 a 1932; Werner, 1929; and Allied Artists of America, 1945, 1948 a 1951.[1][8] Pocta z roku 1951 byla za obraz rajské zahrady s názvem „Všechno se stalo za šest dní“.[8]
- Jeho dílo bylo ve stálých sbírkách univerzit Hunter College, Tuttle Memorial v St. Louis, Johns Hopkinse, Washington a St. Louis.[8][21]

## Významné osobnosti, které Kadžiwara fotografoval
- Zoe Akins, dramatik a autor[22]
- Roger N. Baldwin, výkonný ředitel American Civil Liberties Union[23]
- Blanche Bates, herečka
- Elise J. Blattner, přednášející[22]
- Lulu Kunkel Burg, houslistka[22]
- Eveline Burgess, šachová šampionka[22]
- Lucille Erskine, spisovatelka, pedagožka a publicistka[22]
- Emma Goldmanová, aktivistka a spisovatelka[24]
- Florence Hayward, spisovatelka[22]
- Carl Hein, duchovní[25]
- Marguerite Martyn, novinářka[22]
- Baron Masanoa Matsudaira, viceprezident japonské komise pro výstavu nákupů v Louisianě[26]
- Fannie E. McKinney Hughey, hudební pedagožka[22]
- Louise McNair, pedagožka[22]
- Elizabeth Avery Meriwether, sufragistka a spisovatelka[22]
- Bessie Morse, pedagožka[22]
- Alice Curtice Moyer, spisovatelka a suffragistka[22]
- Hannah D. Pittman, novinářka a libretistka[22]
- Frances Porcher, spisovatelka a novinářka[22]
- Helen R. Rathbun, umělkyně[22]
- Charlie Russell, umělec[27]
- Adele Schulenburg, sochařka[22]
- Frederick Oakes Sylvester, malíř[28]
- Caroline G. Thummel, právnička[22]
- Adeline Palmier Wagoner, sociální vůdkyně[22]
- Sophronia Wilson Wagonerová, misionářka a sociální pracovnice[22]
- Berenice Wyer, pianistka, skladatelka a lektorka[22]
- Frances Cushman Wines, průkopnice v oblasti nemovitostí[29]

## Galerie

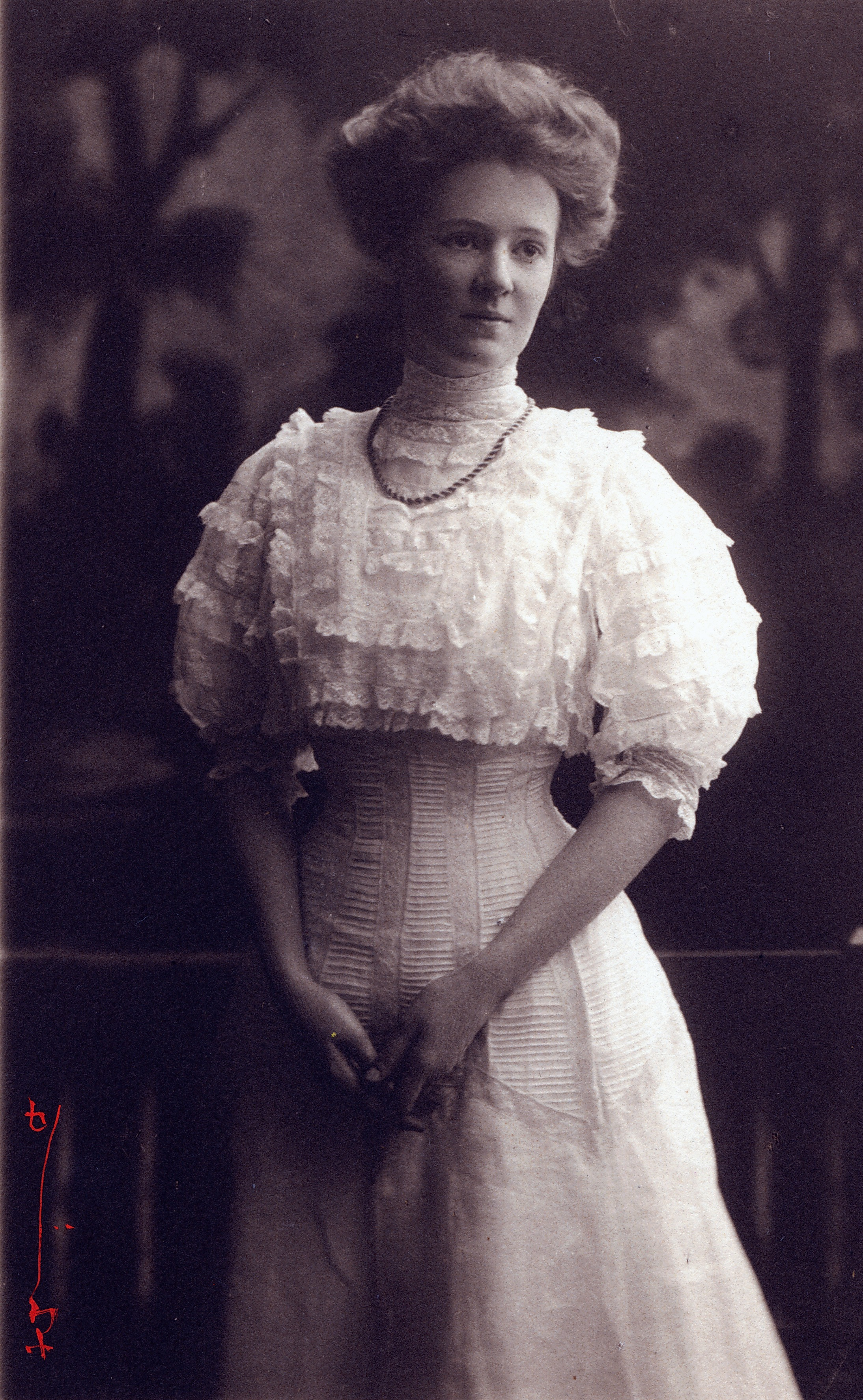
Elizabeth Coughlin Young, svatební fotografie
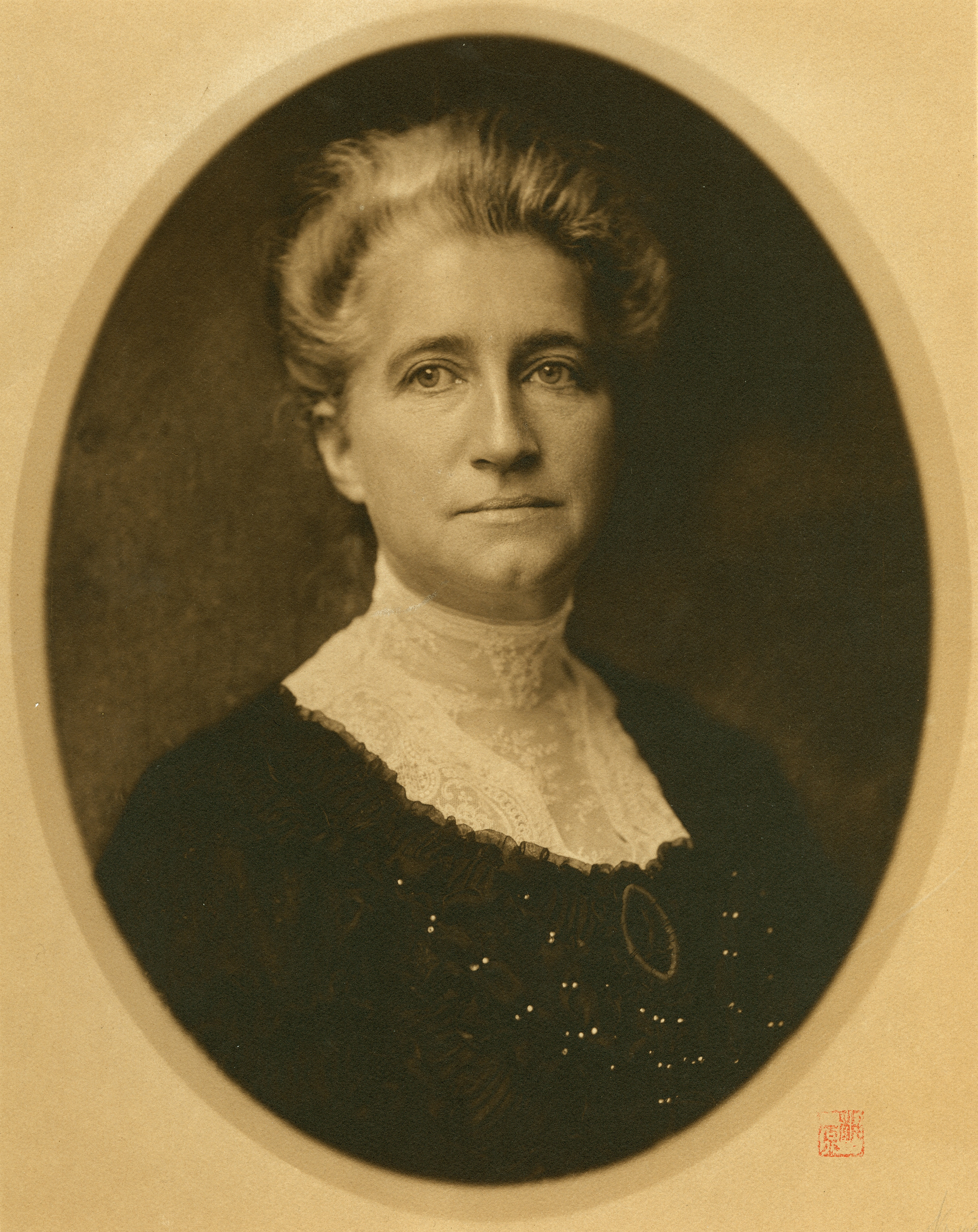
Mary E. Bulkley
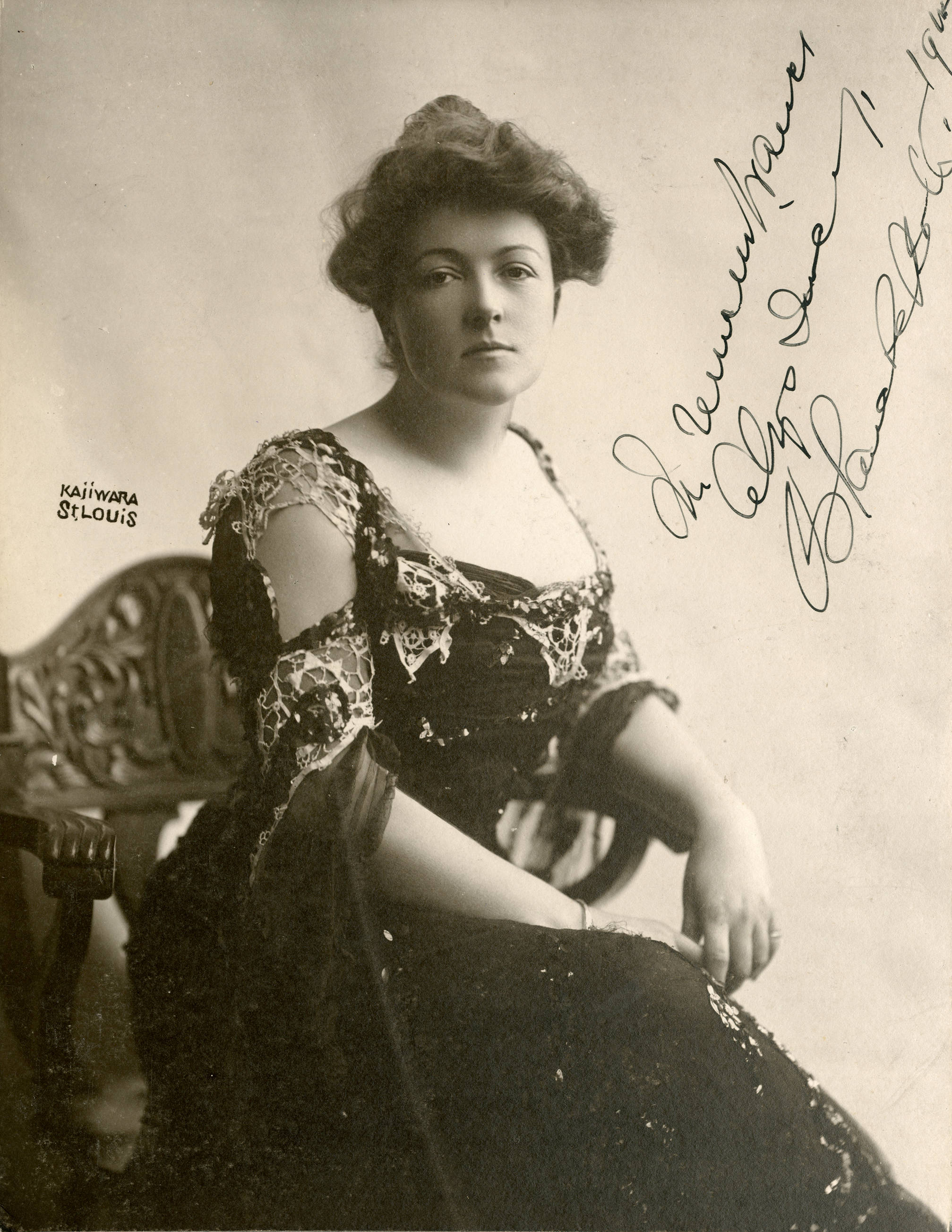
Herečka Blanche Bates
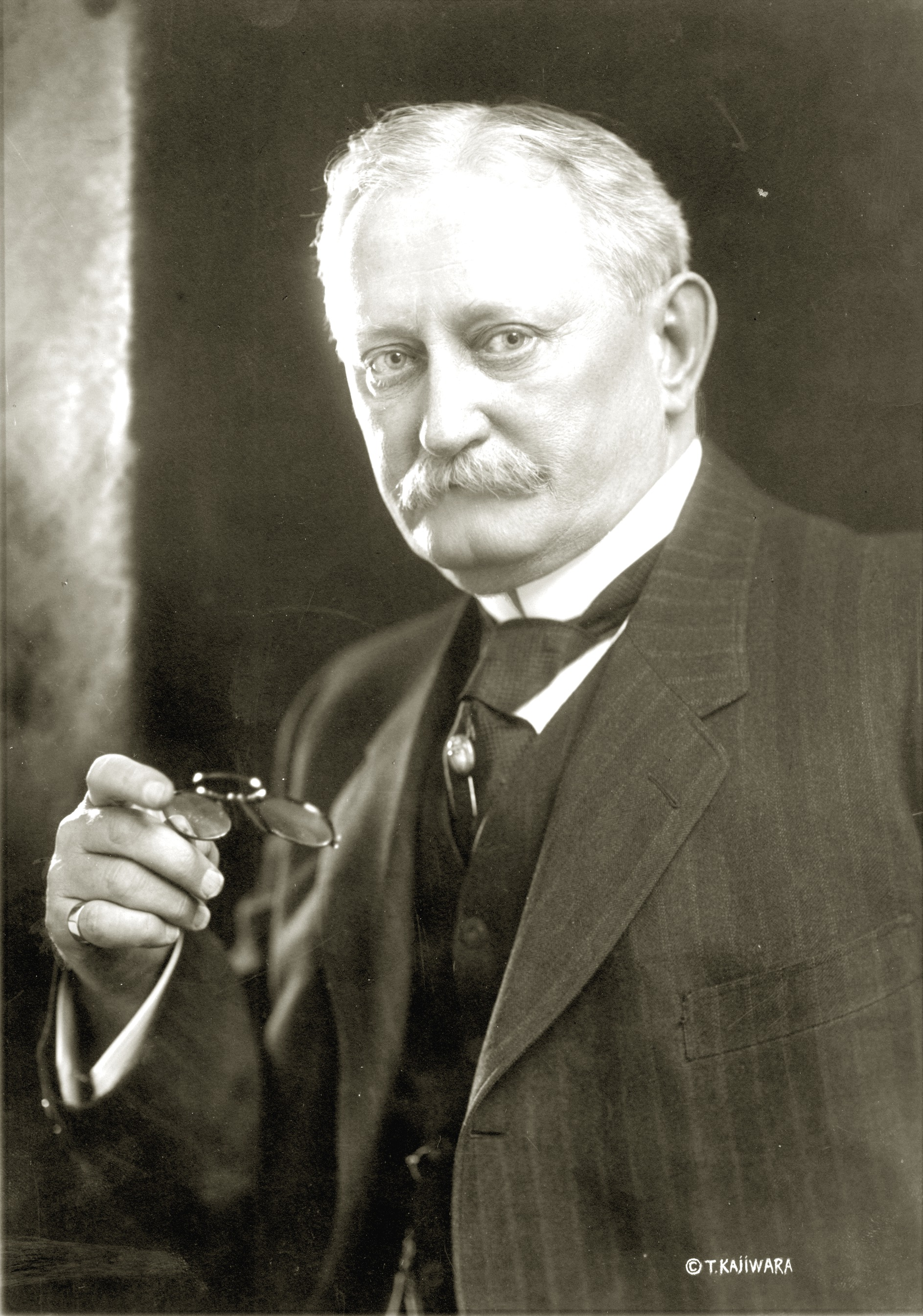
David R. Francis
Emma Goldmanová na titulní straně knížky Anarchism and other essays
Emma Goldmanová